# Enewetak

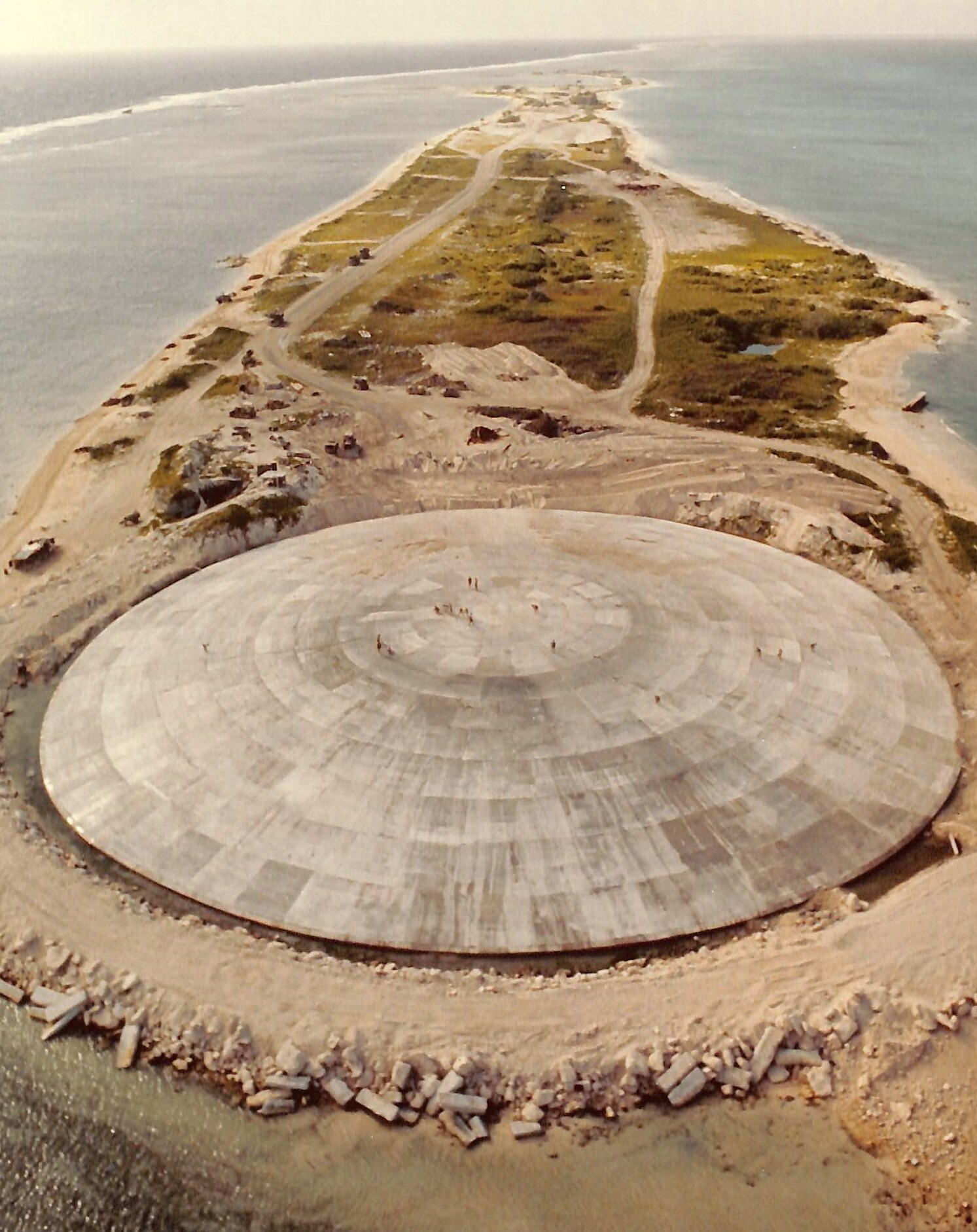
Kopuła Cactus Dome, w której znajdują się odpady radioaktywne z testów broni atomowej.

Enewetak, Enewetak Atoll (ang. Eniwetok Atoll) – jeden z atoli łańcucha Ralik Chain w archipelagu Wysp Marshalla w środkowej części Oceanu Spokojnego. W jego skład wchodzi około 40 wysp, o łącznej powierzchni 6 km². Otaczają one lagunę o średnicy około 37 km. Atol zamieszkuje około 820 osób (1999).
Pierwszym Europejczykiem, który odwiedził Enewetak, był hiszpański odkrywca Álvaro de Saavedra Cerón – przybył on na atol 10 października 1529. W 1794 załoga brytyjskiego slupu handlowego Walpole ochrzciła wyspy mianem Brown's Range (stąd japońska nazwa "Atol Browna"). W niecałe sto lat później, w 1885, Wyspy Marshalla zajęły Niemcy. Po wybuchu I wojny światowej wyspy tego archipelagu zostały opanowane przez Japończyków, którzy w 1920 roku otrzymali mandat Ligi Narodów. Japończycy nie interesowali się prawie w ogóle atolem aż do wybuchu II wojny światowej. W 1942 na wyspie Engebi zbudowali lotnisko, które stanowiło bazę dla japońskich samolotów w tej części Pacyfiku. Wyspy zostały jednak zdobyte w lutym 1944 przez oddziały piechoty morskiej i armii Stanów Zjednoczonych, po czym powstała tu amerykańska baza lotnicza i morska.
Po wojnie w 1947 około 140 mieszkańców atolu zostało ewakuowanych na wyspę Ujelang. W latach 1948–1958 na atolu Eniwetok przeprowadzono 43 próby z bronią atomową, w tym 1 listopada 1952 dokonano tu pierwszego próbnego wybuchu bomby wodorowej. Pod koniec lat 70. na atol zaczęli powracać mieszkańcy. W latach 1977−1980 Amerykanie przeprowadzili operację oczyszczenia. Wówczas oficjalnie zezwolono na powrót ludności, choć ze względu na pojawianie się objawów choroby popromiennej znowu dokonano częściowej ewakuacji.
Kilka miejsc detonacji bomb jądrowych jest obecnie obiektem zainteresowania coraz liczniejszych turystów przybywających na Enewetak.